# Konsekvencialismus
Konsekvencialismus je jednou z teorií normativní etiky. Podle této teorie je správnost (špatnost) činu podmíněna jeho výsledkem. Ze všech lidských jednání je podle konsekvencialismu morálně nejsprávnější právě to, jehož celkový důsledek je nejlepší, nejpozitivnější.
Konsekvencialistická etika může být pro člověka dobrým vodítkem v jeho životě. Řeší-li např. nějaké morální dilema, měl by se rozhodovat na základě toho, která z možností přinese v konečném důsledku více pozitiv. Lidé by měli žít tak, aby jejich jednání přinášelo co možná nejvíce dobrého.
Typickým příkladem konsekvencialistické etiky je například snaha o celosvětové blaho, mír a svobodu mezi lidmi či ochranu ohrožených druhů. Tyto cíle působí vznešeně, a proto jsou činnosti k nim vedoucí považovány z pohledu této teorie za morálně správné.
Tato koncepce bývá často shledávána jako kontroverzní. Kritici namítají, že náplní morálky je zejména plnění svých povinností, respektování druhých lidí a jejich práv, ale také podřízenost přírodě či bohu daného náboženství. Lidé by podle nich měli být uvážliví a nepouštět se do konfliktů. Nelze se upnout pouze na daný cíl.

## Druhy konsekvencialismu

### Utilitarismus
Utilitarismus (z lat. utilis, užitečný) je rozšířený a vlivný filosofický a etický směr, který chce lidské jednání poměřovat a hodnotit podle toho, kolik užitku (štěstí, blaha, dobra) způsobí, případně kolik zla (utrpení, bolesti, nouze) odstraní. V obou případech hodnotí jednání pouze podle jeho důsledků (konsekvencí) a patří tedy mezi konsekvencialistické směry. Protože hodnotí podle subjektivního hodnocení dobra jako prospěchu, užitku nebo štěstí a naopak zla jako utrpení a bolesti, je to směr eudaimonistický či hedonistický.

### Etický egoismus
Etický egoismus (z lat. ego, já) je etický směr, který vychází z egoismu (hledání vlastního prospěchu). Hodnotí tedy morální správnost jednání na základě jeho důsledků na jednající osobu. Zastánce egoismu, Henry Sidgwick, tvrdil, že egoismus je do určité míry prospěšný pro celkové blaho společnosti z dvou důvodů: každý z nás ví jak se nejlépe potěšit, zárověn kdyby byl každý altruista, celkové blaho společnosti by nevyhnutelně kleslo.

### Etický altruismus
Etický altruismus (z lat. alter, druhý, 3. pád altrui, druhému) je etický směr, který vychází z altruismu (sledování prospěchu druhého člověka). Tvrdí, že jednání je morálně správně, jestliže maximalizuje blaho ostatních, i za cenu obětování vlastních zájmů.